# قاعة ماكس رينهاردت للمحاضرات

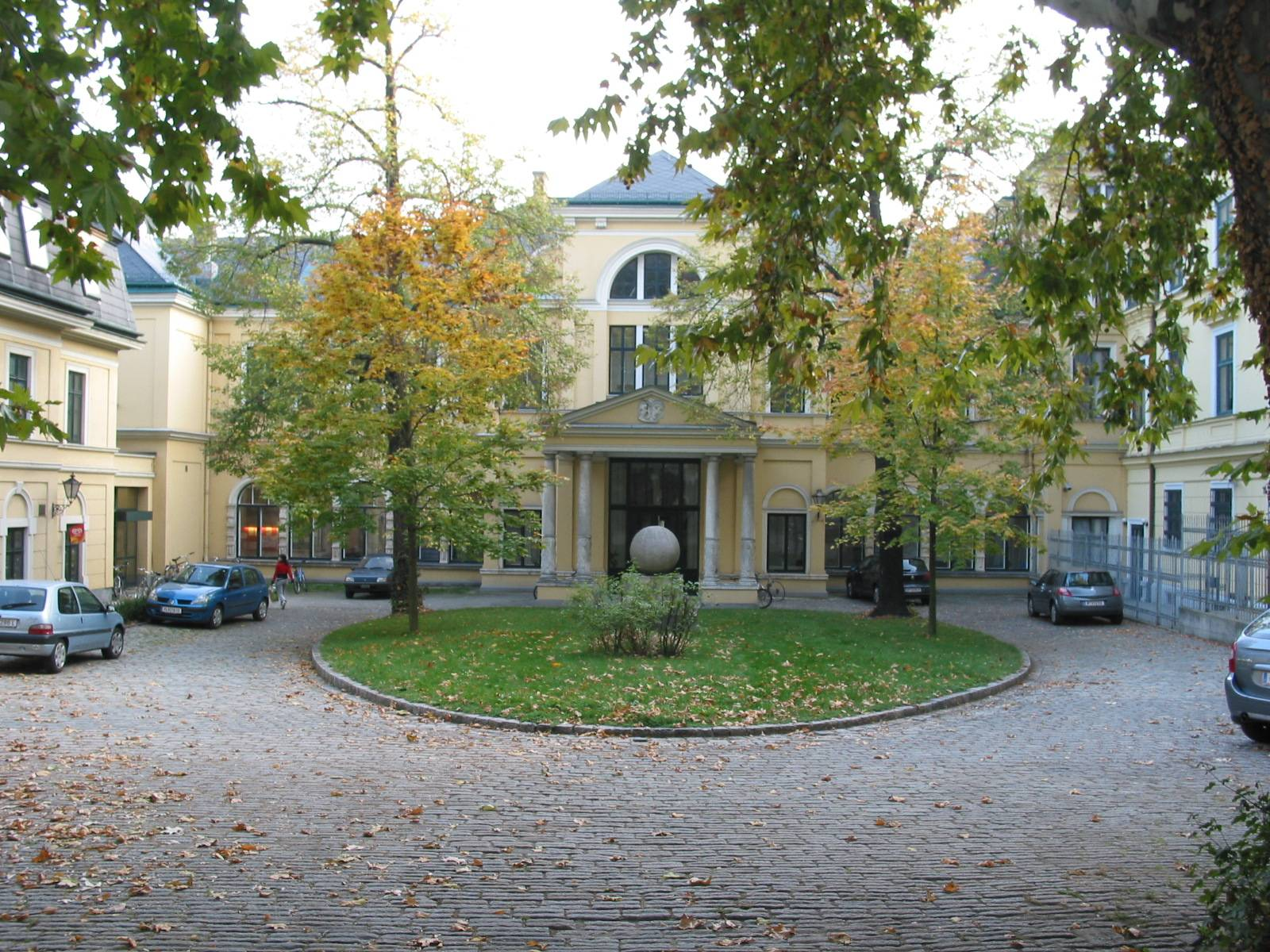
قاعة ماكس رينهاردت للمحاضرات في قصر كمبرلاند

قاعة ماكس رينهاردت للمحاضرات (بالألمانية: Max Reinhardt Seminar) هي مدرسة الدراما في جامعة الموسيقى والفنون المسرحية في فيينا، النمسا. تقع المدرسة في قصر كمبرلاند شارع بينزنغيرستراس 9، في الحي 14 في فيينا.